# Two Worlds II
Two Worlds II est un jeu vidéo de rôle développé par Reality Pump et distribué par TopWare Interactive, comme son prédécesseur Two Worlds. Il est sorti en Europe le 9 novembre 2010 sur PC, Xbox 360 et PlayStation 3, puis aux États-Unis le 25 janvier 2011.

## Extensions
Le jeu a fait l'objet de quatre extensions : 
- Pirates of the Flying Fortress
- Castle Defense
- Call of the Tenebrae
- Shattered Embrace

## Éditions
Two Worlds II est sorti dans les éditions suivantes : 
- Two Worlds II Games for Windows Live
- Two Worlds II édition royale
- Two Worlds II Edition velvet jeu de l'année : coffret collector recouvert de velours noir (version PC, Mac) ou rouge (version consoles), contenant le jeu two worlds II, l'extension, une carte recto-verso du monde, un pin's représentant une tête de pirate, et un disque bonus de dessins, fonds d'écran et vidéos, incluant la bande-son longue et deux cartes multijoueur supplémentaires[1].